# Jonny Fjellman
Johannes (Jonny) Mathias Fjellman (i riksdagen kallad Fjellman i Ystad), född 6 februari 1877 i Ljungs församling, Göteborgs och Bohus län, död 10 januari 1969 i Oscars församling, Stockholm, var en svensk ryttmästare och riksdagspolitiker (högern).
Fjellman var ledamot i folkskolestyrelsen och inspektor vid Ystads flickläroverk. I riksdagen var han ledamot av andra kammaren 1920 och från 1922, invald i Malmöhus läns valkrets. I riksdagen skrev han 44 egna motioner, varav många om det statliga löne- och pensionsväsendet samt om militära frågor, t ex en omorganisation kustartilleriet till ett rörligt kustförsvar. 
Han var son till överste Mathias Fjellman och ingift i adliga och tysk-romerskt friherrliga ätten Stiernblad.